# HB테크놀러지
주식회사 HB테크놀러지는 대한민국의 디스플레이, 2차전지, 부품소재 기업이다.